# PADI
PADI (パディ、Professional Association of Diving Instructors) は、1966年にジョン・クローニンとラルフ・エリクソンによって創設されたスクーバダイビングの指導団体。
もともとNAUIのインストラクターだったクローニンがエリクソンと独自組織を設立し、ダイビング訓練を従来の単一総合コースから複数のコースに分割した。
PADIのコースは、入門段階から比較的高度なレクリエーショナルダイバー認定や若干専門的なダイビング技能コースまで、器材や条件に応じた様々なコースがあり、レクリエーショナルダイビングのインストラクター認定にも範囲が及んでいる。また、様々なテクニカルダイビングコースも提供している。2019年1月現在、PADIは2700万件のスクーバ認定証を発行したと報じられている。

## 沿革
- 1966年、ジョン･クローニンとラルフ･エリクソンにより設立[6]。
- 1987年、PADIのコースがACE（アメリカ教育審議会）で大学の単位として認められる[5]。
- 2011年、全世界のPADIダイバー認定が2000万人を突破[5]。
- 2012年、Lincolnshire ManagementとProvidence Equity PartnersがPADIを共同で買収[9]。
- 2015年、Providence Equity PartnersがPADI株式の過半数を取得。
- 2017年、Providence Equity Partners LLCがカナダの投資会社Altas Partnersとフランスの未公開株投資会社FloracにPADIを700万ドルで売却[10]。

## 会員
2019年、PADIには13.7万人以上のプロフェッショナルメンバーと6600のダイブセンターがあり、全世界で2700万枚以上の認定証を発行したと報じられた。PADIは世界186の国と地域で運営されている。会員は男性主体ではあるが、女性会員の認定証取得も増加しており、2016年には女性が認定証全体の37.2%を占めた。同組織は、女性ダイバーの認知度を高める取り組みとして女性のダイビングデーイベントを世界中で開催している。

## 訓練体系
PADIのコースは、実演を基本とするダイバー訓練プログラムで、入門段階では実践的な知識、安全性、運動技能に重点を置いている。潜水物理学と生理学の基礎は入門段階プログラムで説明を受ける。これら概念の詳細は、具体的な訓練に求められる技量が必要となるコース後半にて履修する。これらの実践は専門指導者による評価を通じて着実に先へと進んでいく。 
PADIの訓練体系は、理論と実技に分かれて学習目標を標準設定した複数の科目で構成されている。理論は主に書籍を使った自己学習やPADIの eラーニングを用いたデジタル訓練で教えられる。全ての学習項目がビデオで補完されており、その大半は受講者が読んだことのある内容を映像化して支援するライブ教育である。標準知識の講義を受けたダイバー生徒達の習得状況の確認はスクーバのインストラクターによって行われる。インストラクターは、筆記試験と実際のダイビングにおける実地観察の両方を用いて、生徒達の知識量や技能を検証している。実技では、プールなど囲われた場所での訓練と自然水域（オープンウォーター）での実演評価を通じて、技能を培っていく。

## 国際的評価
PADIのコースは、趣味のダイビング用訓練と職業ダイビング用訓練のいずれも、世界各国の様々な機関・組織から評価されており、推奨されている。

### 米国
PADIのコースは、アメリカ教育審議会(ACE)によって大学の単位として認められている。
2009年より、PADIとボーイスカウトアメリカ連盟(BSA)は相互支援の協力関係を維持している。
PADIは米国レクリエーショナルスクーバ訓練評議会(RSTC)の会員である。

### そのほかの国
カナダでは、PADIがスカウトカナダのスクーバプログラムを主催している
PADIと、世界水中連盟、コロンビア海軍、フランスの水中スポーツ連盟(FFESSM) との間には認証同等性が確立されている。
オーストラリアでは、PADIが登録訓練機関(RTO)でもある。
2012年時点で、PADIのレスキューダイバーとダイブマスターのプログラムがイギリスの安全衛生庁承認のダイビング資格リストに入っている。
「レクリエーショナルダイビングサービス」について国際標準化機構(ISO)の発表した基準に沿っているPADIコースは、2004年と2009年に欧州水中連盟(EUF)の認証機関による監査を受け、同基準に準拠しているとの認定を受けた。
PADIは、世界レクリエーショナルスクーバ訓練協議会(WRSTC)の会員であり、RSTCカナダ、RSTCヨーロッパ、そして日本のCカード協議会の会員である。

## 批判
2006年、PADIは専門家が短期で不十分な訓練と思われる内容を提供したとして、イギリスの検察医裁判所から厳しく批判された。PADIの標準トレーニングは、BSAC体系の下イギリスで以前普及したものとは異なるが、PADI標準トレーニングは世界レクリエーショナルスクーバ訓練協議会(WRSTC)の基準と合致している。

## プロジェクトAWARE
1989年、PADIは水中環境の保護活動を支援するプロジェクトAWAREを設立した。1992年、プロジェクトAWARE財団は、環境の使命および目的を有する登録非営利団体となった。PADIは引き続きプロジェクトAWAREと提携し、ダイバー、職業ダイビング、ダイビングセンターのPADIネットワークとの接続を通じて、同種のサービス、寄付をもってこの組織を支援している。プロジェクトAWAREは大半のコースに統合されており、ダイバー達は新しい認定の申請書を送る際にこのプログラムに寄付することで、通常の認定カードをAWARE認定カードと交換する機会を与えられている。